# Asteromella petasitidis
Asteromella petasitidis är en svampart som beskrevs av Petr. 1923. Asteromella petasitidis ingår i släktet Asteromella, klassen Dothideomycetes, divisionen sporsäcksvampar och riket svampar.   Inga underarter finns listade i Catalogue of Life.